# Kriston-Vízi József
Kriston Vízi József (Budapest, 1953. május 27. –) Pulszky Ferenc-díjas és Éri István-díjas etnográfus, kultúraközvetítő szakember, Pro Ludo-díjas játékkutató, a Pulszky Társaság – Magyar Múzeumi Egyesület alapító tagja, volt főtitkára, az Európa Jövője Egyesület (EJE) 2022-ig társelnöke, a kecskeméti Rotary Klub alapító tagja, a Bács-Kiskun Megyei TIT társadalmi munkatársa, a Kecskemét-Aomori Magyar-Japán Baráti Kör alapító tagja, a kecskeméti Katona József Múzeum ny. főmuzeológusa. Önállóan és társrendezőként több tucat sikeres kiállítást jegyez.

## Életrajz
A Terézvárosban nőtt fel, majd a Kölcsey Gimnáziumban érettségizett (1971). Ezt követően az angyalföldi Láng Gépgyár Művelődési Otthonában dolgozott képesítés nélküli népművelőként. A debreceni Kossuth Lajos Bölcsészettudományi Egyetemen 1978-ban végzett és ettől fogva Magyarország észak-keleti részének különböző múzeumaiban (Tiszaújváros, Miskolc, Eger) dolgozott néprajzosként, különböző beosztásokban. Egri évei alatt részt vett a Palóc Kutatás szervezői és szerzői munkacsoportjában; alapítója volt a Heves megyei TIT Néprajzi Szakosztályának és a Heves megyei Népművészeti Egyesületnek. 1983 őszén r. Bánszky Pál hívta meg Kecskemétre, a Szórakaténusz Játékmúzeum és Műhely működtetésének kialakítására, ahol 2000 végéig dolgozott. Ezt követően szűk három évig a budapesti Néprajzi Múzeum (Budapest) dolgozott, utána Nyíregyházán kapott állást. Később a dombóvári polgármester hívására sietett a Dombóvári Helytörténeti Múzeum élére. A dombóvári évek után ismét Kecskeméten találja hivatás, feladat az akkor már Kecskeméti Katona József Múzeum munkatársai között. Innen megy végleg nyugdíjba 2018 elején. 2020 őszétől ismét Dombóváron él, feleségével: Kriston-Bordi Zsuzsannával (Bordi Zsuzsanna Irén, Dombóvár, 1963. 04.17.).
Pályája kezdetétől foglalkozik a magyar és a magyarországi hagyományos, valamint változásban lévő játékkultúrájának, a társasélet formái és s módozatainak alakulásával. Emellett a kortárs etnográfia nem hagyományos műfajait is vizsgálja, kutatja. A népi játékelmélet európai hírű kutatója, több magyarországi főiskola, egyetem oktatója, számtalan oktatófilmnek alkotója; publikációi közül számos kötelező olvasmány immár. Munkásságának értékőrző, kultúraközvetítő, közösségformáló érdemeit széles körben elismerték, 115 tanulmány, cikk, és 8 önálló kötet szerzője. Számos hazai múzeum munkatársaként közelről ismerhette meg az országos múzeumügy helyzetét, több ismert múzeum-közeli szervezet alapító tagja, illetve tevékeny résztvevőként a tudományt segítő civil szervezetek működésében vehetett részt. 2003-tól a salzburgi székhelyű Európai Tudományos Művészeti Akadémia (EASA) tagja. A múzeumi civil szerveződések élére állva Magyarországon, alternatív közművelődési mozgalmat indított útjára, ezáltal megteremtődhetett a feltétele annak, hogy a főváros mellett vidéken is működhessenek azok a múzeumi műhelyek, szellemi központok, amelyek a szakma érték- és érdekvédelmét szolgálhatják. Közművelődési és civil folyóiratok alapítója és szerkesztője (Hírös Históriák, Mélymerülés Utcalap).
Nyugdíjba vonulása után felkérést kapott a Dargay Lajos (1942-2018) szobrászművész nevét viselő alapítvány kuratóriumába (2020). Jelenleg a Kapos-Koppány mente tradicionális és változó, valamint megújításra érdemes kulturális elemei feltárásán és fejlesztésén dolgozik. 

## Díjak, kitüntetések
- 1997: A Közművelődésért. Miniszteri elismerés.
- 2006: Pro Ludo-díj
- 2012: Podmaniczky-díj
- 2017: Pulszky Ferenc-díj
- 2023: Éri István-díj

## Publikációk/Jelentősebb szerkesztések
- Kiss Áron. Tudós tanárok – Tanár tudósok sorozat. (OPKM, 2002)
- Közös nyelven Ungon, Berken (PONT Kiadó, 2003)
- Vendégségben Palócföldön (Miskolc, HOM, 2004)
- Játékosok, vígságtevők a Duna-Tisza közén (Porta, Kecskemét, 2004)
- A pityke és a kökény. Válogatás Dékány Rafael alföldi mese gyűjtéseiből. (Argumentum, 2004)
- Homo Ludens Hungaricus (PONT Kiadó, 2005)
- Szalmabáb a kerékpáron (PONT Kiadó, 2009)
- A furfangos komák históriái és más mesék (PORTA, Kecskemét). Szerk.: Bordi Zsuzsannával
- Kő, papír, olló (PONT Kiadó, 2014)
- (Millisits Mátéval): Ismerős művek elfeledett alkotója: Horvay János (1874-1944). (DVVE, Dombóár, 2011)
- (szerk.): Tanító emberség. Tanulmányok a 175 éve született Kiss Áron tiszteletére (MPT, Budapest, 2021)
- (szerk.): "Észnek hódol az ércz..." Tiringer Ferenc aranykoszorús műlakatos mester. (KVSZE, Kecskemét, 2021)